# Meldepflichtiges Ereignis
Als Meldepflichtiges Ereignis bezeichnet man im Bereich der Kerntechnik ein betriebliches Ereignis (Betriebsstörung oder Störfall) in einer kerntechnischen Anlage, z. B. einem Kernkraftwerk, das aufgrund bestehender Vorschriften gegenüber den zuständigen Behörden zu melden ist. Der Begriff umfasst kleinere und unspektakuläre Unregelmäßigkeiten ebenso wie schwerste Unfälle.

## Rechtliche Grundlagen
1975 wurde für Kernkraftwerksbetreiber die Verpflichtung eingeführt, Ereignisse nach bestimmten bundesweit einheitlichen Kriterien an die Aufsichtsbehörde zu melden. Diese wurden wie folgt eingeteilt und hatten bis 1985 bestand:
| Kategorie | Ereignis                                                               | Meldefrist | Beispiele |
| --------- | ---------------------------------------------------------------------- | ---------- | --- |
| A         | Sicherheitstechnisch unmittelbar signifikante Störfälle und Ereignisse | 2 Tage     | Freisetzungen radioaktiver Stoffe oberhalb der maximal genehmigten Abgaberaten oder Absolutwerte, Personenschäden, sofern sie als Folgeschäden hier zu meldender Vorkommnisse eingetreten sind, Schäden an der druckführenden Umschließung des gesamten Primärkreises (bei Siedewasserreaktoren einschließlich Turbine) verbunden mit Aktivitätsfreisetzung oder Kühlmittelleckagen, Funktionsstörungen oder Ausfälle während des Betriebes bzw. im Anforderungsfall an Systemen, deren Verfügbarkeit sicherheitstechnisch gewährleistet sein muss etc.                                                                      |
| B         | Sicherheitstechnisch potentiell signifikante Störfälle und Ereignisse  | 8 Tage     | Nicht geplante Freisetzungen radioaktiver Stoffe unterhalb genehmigter Abgaberaten oder Absolutwerte, Funktionsstörungen oder Ausfälle im Prüfungsfall an Systemen, deren Verfügbarkeit sicherheitstechnisch gewährleistet sein muss, Ausfälle oder Schäden am Primärkühlmittelumwälzsystem, Schäden an der druckführenden Umschließung des gesamten Primärkreises und des Sekundärkreises sowie an Einbauten, Ausfälle oder Schäden an Überwachungs- und Kühleinrichtungen für Brennelemente im Trockenlager bzw. im Lagerbecken, Bedienungsfehler oder Fehler bzw. Lücken in Betriebsanweisungen und Prüfvorschriften etc. |
| C         | Andere Störfälle und Ereignisse                                        | 14 Tage    | Ausfälle, Schäden und Schwachstellen, die die Funktionssicherheit des Systems, das im Sicherheitsbericht aufgeführt ist, eingeschränkt haben und Abweichungen von Spezifikationen, soweit die spezifizierte Grenze aus sicherheitstechnischen Gründen festgelegt worden ist, Konstruktions- und werkstofftechnische sowie betriebstechnische Probleme, auch während der Errichtungsphase, die über Routinefälle hinausgehen. |

Eine grundlegende Verpflichtung zur Meldung solcher Ereignisse findet sich seit April 1977 in der Strahlenschutzverordnung. Dort heißt es in § 51:

„Der Eintritt einer radiologischen Notstandssituation, eines Unfalls, eines Störfalls oder eines sonstigen sicherheitstechnisch bedeutsamen Ereignisses ist der atomrechtlichen Aufsichtsbehörde und, falls dies erforderlich ist, auch der für die öffentliche Sicherheit oder Ordnung zuständigen Behörde sowie den für den Katastrophenschutz zuständigen Behörden unverzüglich mitzuteilen.“

1985 wurden die Meldekriterien von 1975 überarbeitet und in die Kategorien S, E, N und V eingeordnet:
| Kategorie                         | Ereignis | Meldefrist |
| --------------------------------- | --- | --- |
| S (Schnellmeldung)                | Vorkommnisse, die der Aufsichtsbehörde sofort gemeldet werden müssen, damit sie gegebenenfalls in kürzester Frist Prüfungen einleiten oder Maßnahmen veranlassen kann. Hierunter fallen auch die Vorkommnisse, die akute sicherheitstechnische Mängel aufzeigen                                     | - Per Telefon/Telefax sofort - Mittels Formblatt, das spätestens am 5. Arbeitstag (Montag–Freitag) nach Erkennen des Vorkommnisses abzusenden ist. |
| E (Eilmeldung)                    | Vorkommnisse, die zwar keine Sofortmaßnahmen der Aufsichtsbehörde verlangen, deren Ursache aber aus Sicherheitsgründen geklärt und in angemessener Frist behoben werden muss. Dies sind zum Beispiel Vorkommnisse, die sicherheitstechnisch potentiell – aber nicht unmittelbar – signifikant sind. | - Innerhalb der Geschäftszeiten der Aufsichtsbehörde telefonisch oder per Telefax - Außerhalb der Geschäftszeiten entsprechend besonderer Regelung der Aufsichtsbehörde - Mittels Formblatt, das spätestens am 5. Arbeitstag (Montag–Freitag) nach Erkennen des Vorkommnisses abzusenden ist. |
| N (Normalmeldung)                 | Vorkommnisse von allgemeiner sicherheitstechnischer Relevanz, über die die Aufsichtsbehörde informiert werden muss. Dies sind in der Regel Vorkommnisse, die über routinemäßige betriebstechnische Ereignisse hinausgehen und im Sinne der BMI-Sicherheitskriterien von Bedeutung sind.             | - Mittels Formblatt, das spätestens am 5. Arbeitstag (Montag–Freitag) nach Erkennen des Vorkommnisses abzusenden ist. |
| V (Ereignisse vor Inbetriebnahme) | Vorkommnisse, über die die Aufsichtsbehörde im Hinblick auf den späteren sicheren Betrieb der Anlage informiert werden muss. | - Mittels Formblatt, das in angemessener Frist, spätestens am 10. Arbeitstag (Montag–Freitag) nach Erkennen des Vorkommnisses abzusenden ist. |

Die Meldepflicht für Unfälle und Störfälle wird seit 1992 in der Verordnung über den kerntechnischen Sicherheitsbeauftragten und über die Meldung von Störfällen und sonstigen Ereignissen (AtSMV) präzisiert. Die Verordnung ist anwendbar auf Anlagen, die nach § 7 AtG genehmigt sind, also auf Kernkraftwerke, Forschungsreaktoren, die Brennelementfertigungsanlage Lingen, die Urananreicherungsanlage Gronau und die stillgelegte Wiederaufarbeitungsanlage Karlsruhe. Die Bestimmungen zur Meldepflicht gelten auch für die nach § 6 AtG genehmigten Brennelement-Zwischenlager.
Die AtSMV enthält als Anlagen 1 bis 3 die Kriterien, wonach ein Ereignis meldepflichtig ist. Anlage 1 gilt für Kernreaktoren, Anlage 2 für sonstige Anlagen und Anlage 3 für Kontaminationen an Transportbehältern. Für die Meldung wird ein standardisiertes Meldeformular verwendet.

## Ereignisse nach Meldekategorie
| Jahr               | Kategorie N | Kategorie E | Kategorie S | Kategorie V |
| ------------------ | ----------- | ----------- | ----------- | ----------- |
| 2017               | 51          | 2           | 0           | –           |
| 2016               | 69          | 0           | 1           | –           |
| 2015               | 58          | 2           | 0           | –           |
| 2014               | 68          | 0           | 0           | –           |
| 2013               | 77          | 1           | 0           | –           |
| 2012               | 79          | 0           | 0           | –           |
| 2011               | 104         | 0           | 0           | –           |
| 2010               | 77          | 3           | 0           | –           |
| 2009               | 101         | 2           | 0           | –           |
| 2008               | 88          | 4           | 0           | 0           |
| 2007               | 112         | 6           | 0           | 0           |
| 2006               | 126         | 4           | 0           | 0           |
| 2005               | 133         | 2           | 0           | 0           |
| 2004               | 148         | 6           | 0           | 0           |
| 2003               | 137         | 0           | 0           | 0           |
| 2002               | 157         | 10          | 0           | 0           |
| 2001               | 118         | 7           | 2           | 0           |
| 2000               | 92          | 2           | 0           | 0           |
| 1999               | 120         | 1           | 0           | 0           |
| 1998               | 132         | 4           | 0           | 0           |
| 1997               | 114         | 3           | 0           | 0           |
| 1996               | 133         | 2           | 0           | 0           |
| 1995               | 150         | 2           | 0           | 0           |
| 1994               | 159         | 1           | 1           | 0           |
| 1993               | 177         | 2           | 0           | 0           |
| 1992               | 221         | 2           | 0           | 0           |
| 1991               | 233         | 10          | 0           | 0           |
| 1990               | 214         | 8           | 1           | 1           |
| 1989               | 290         | 10          | 0           | 2           |
| 1988               | 283         | 10          | 0           | 3           |
| 1987               | 282         | 11          | 0           | 10          |
| 1986               | 316         | 11          | 0           | 7           |
| 1985               | 60          | 5           | 0           | 3           |
| Überarbeitung 1985 |             |             |             |             |
| Jahr               | Kategorie C | Kategorie B | Kategorie A |             |
| 1985               | 153         | 18          | 0           |             |
| 1984               | 118         | 31          | 0           |             |
| 1983               | 107         | 28          | 1           |             |
| 1982               | 117         | 25          | 0           |             |
| 1981               | 107         | 45          | 0           |             |
| 1980               | 89          | 107         | 5           |             |
| 1979               | 61          | 156         | 1           |             |

## Bewertung gemäß INES-Skala der IAEO
Um die sicherheitstechnische Bedeutung eines nuklearen Ereignisses transparenter und auch für die Öffentlichkeit begreifbarer zu machen, hat die IAEO im Jahr 1990 die 7-stufige Internationale Bewertungsskala für nukleare Ereignisse (INES) eingeführt. Betriebsstörungen werden dort der Stufe 1 zugeordnet. Die Stufen 2 und 3 entsprechen Störfällen, und ab Stufe 4 spricht man von Unfällen. Später wurde noch eine Stufe 0 für Ereignisse ohne sicherheitstechnische Bedeutung hinzugefügt.
Die Mitgliedstaaten der IAEO haben sich verpflichtet meldepflichtige Ereignisse der Stufe 2 und höher der IAEO zu melden, wo sie auf deren Internetseite veröffentlicht werden.
In Deutschland werden alle meldepflichtigen Ereignisse vom Betreiber anhand dieser Skala eingestuft. Die Klassifizierung wird später von der Aufsichtsbehörde und von der Störfallmeldestelle des Bundesamtes für kerntechnische Entsorgungssicherheit (BfS) im Zusammenwirken mit den Gutachtern überprüft. Für die Einstufung werden drei Aspekte berücksichtigt:
- die radiologischen Auswirkungen außerhalb der Anlage
- die radiologischen Auswirkungen in der Anlage und
- die Beeinträchtigung der Sicherheitsvorkehrungen.

Mit Hilfe dieser Kriterien wurden die meldepflichtigen Ereignisse in Deutschland wie folgt klassifiziert:
| Jahr | Stufe 0 | Stufe 1 | ≥ Stufe 2 |
| ---- | ------- | ------- | --------- |
| 2017 | 53      | 0       | 0         |
| 2016 | 69      | 1       | 0         |
| 2015 | 60      | 0       | 0         |
| 2014 | 68      | 0       | 0         |
| 2013 | 77      | 1       | 0         |
| 2012 | 79      | 0       | 0         |
| 2011 | 104     | 0       | 0         |
| 2010 | 80      | 0       | 0         |
| 2009 | 103     | 0       | 0         |
| 2008 | 91      | 1       | 0         |
| 2007 | 116     | 2       | 0         |
| 2006 | 130     | 0       | 0         |
| 2005 | 135     | 0       | 0         |
| 2004 | 147     | 7       | 0         |
| 2003 | 134     | 3       | 0         |
| 2002 | 154     | 13      | 0         |
| 2001 | 120     | 5       | 2         |
| 2000 | 91      | 3       | 0         |
| 1999 | 120     | 1       | 0         |
| 1998 | 132     | 3       | 1         |
| 1997 | 114     | 3       | 0         |
| 1996 | 129     | 6       | 0         |
| 1995 | 151     | 1       | 0         |
| 1994 | 158     | 3       | 0         |
| 1993 | 173     | 6       | 0         |
| 1992 | 216     | 7       | 0         |
| 1991 | 232     | 11      | 0         |

Die Ereignisse ≥ Stufe 2 waren:
- 27. August 2001 (Kernkraftwerk Philippsburg 2 KKP-2):
Unterschreitung der spezifizierten Borkonzentration in drei Flutbehältern (Stufe 2)
- 10. August 2001 (KKP-2):
Unterschreitung des Sollfüllstandes in den vier Flutbehältern beim Anfahren der Anlage (Stufe 2)
- 6. Juni 1998 (Kernkraftwerk Unterweser KKU):
Nichtverfügbarkeit einer Frischdampf-Sicherheitsarmaturen-Station bei Anforderung (Stufe 2)